# Кебра наґаст
Кебра наґаст (давн. ефіоп. ክብረ ነገሥት; «Слава Царів») — ефіопська книга, що містить легенди про походження династії ефіопських правителів від Царя Соломона та Цариці Савської.

## Походження книги
Найбільш ранній із відомих рукописів «Кебра наґаст» датується XIV століттям, але в Європі про нього стало відомо лише у першій чверті XVI століття, із часу публікації деяких переказів про Царя Соломона та його сина Менеліка, засновника династії ефіопських правителів.
Низка деталей, згаданих у книзі, свідчить про її давнє походження. Наприклад, ім'я Цариці Савської — Македа (вогненна) запозичене з Нового Завіту, у якому вона названа Царицею Півдня (Лк. 11:31). У 32-му ж розділі Кебра наґаст правителька Шеби ототожнюється з королевою-матір'ю, Царицею-Кандакою, яку в Новому Заповіті найменовано ефіопською царицею (Дії 8:27). Але згідно з коментарями до Нового Завіту Вільяма Барклі «Кандакія» — більше не іменування, а титул усіх Цариць Ефіопії.
Існує й арабська версія Кебра наґаст, ще більше наповнена християнським впливом. У ній наводяться цитати з послань апостола Павла щодо багатоженства Соломона та порівняння законів Старого й Нового Заповітів, а також стверджується, що християни здатні підтримувати моногамію лише завдяки євхаристії. Також арабська версія містить опис особливостей ніг Цариці (густе волосся або ратиці), що збігається із історією, описаною в Талмуді та мідрашах (Талмуд Бавлі, Таргум Шені, Мідраш Мішле та ін.) і згодом (VII століття н. е.) відтвореною в Корані (Коран, 27: 22 — 44).

## Основні теми
Переважна частина Книги присвячена Соломонові, його зустрічі з Царицею Савською та наступним подіям.

### Легенда про Царицю Савську
Відповідно до «Кебра наґаст», рід ефіопських правителів походить від Савської Цариці Македи, яка прибула до Єрусалиму, щоб поговорити із Соломоном, про славу і мудрість якого вона чула. Одного разу «полягали вони разом» і «через дев'ять місяців і п'ять днів, як розлучилася вона із Царем Соломоном… дітородні муки охопили її, та породила дитя вона чоловічої статі». Народжена нею дитина отримала ім'я Байна-Лехкем (варіанти — Йольде-Табіб («син мудреця»), Менелік І), який у 22 роки приїхав до Єрусалиму.
Згідно з «Кеброю наґаст» Байна-Лехкем повернувся на батьківщину до своєї матері разом із первістками юдейської знаті та забрав Ковчег Завіту із Єрусалимського храму, який, за твердженнями ефіопів, досі перебуває в Аксумі, у соборі Святої Діви Марії Сіона. Після повернення сина Цариця Македи відмовилася від престолу на його користь, і він створив в Ефіопії Царство на зразок ізраїльського, запровадив у країні юдаїзм як державну релігію. До цього часу збереглися фалаші — ефіопські євреї, які вважають себе нащадками юдейської знаті, що переселилася в Ефіопію разом із Байною-Лехкемом.

### Відносини з Римською імперією
У Книзі приділено значну увагу питанню становища ефіопської держави у світі. У 20-му розділі зазначено, що весь світ розділений між Ефіопією та Римською імперією наступним чином: «Від середини Єрусалиму та від його півночі на південний схід розташовується частина імператора Рома; і від середини Єрусалиму та від його півночі на південь і до Західної Індії простягається частина імператора Ефіопії». Під «імператором Риму», мабуть, мається на увазі візантійський імператор Юстин I, про зустріч якого із Царем Калебом розповідається в розділі 117. Хоча така зустріч навряд чи мала місце насправді, Візантія підтримувала досить тісні стосунки із Ефіопією.

## Значущість книги
Кебра Наґаст, особливо її оригінальний рукопис, має надзвичайно важливе значення для ефіопського народу. Про це свідчить, зокрема, наступна історія: у 1872 році імператор Йоганнис IV відправив термінове послання англійському міністру закордонних справ графу Гранвілю, у якому вимагав повернути оригінал Кебра наґаст, вивезений до Лондона у 1868 році у зв'язку із введенням де-факто держави Ефіопія. Він писав:
«У Вас там є Книга під назвою „Кебра Наґаст“, що містить закони Ефіопії, у цій Книзі є імена Царів, назви церков і провінцій. Я прошу Вас невідкладно встановити, у чиїй власності знаходиться ця Книга, і надіслати її мені, тому що без цієї Книги народ у моїй країні не підкорятиметься мені».
Дбайливців Британського музею вдалося переконати, і 14 вересня 1872 року рукопис було повернено до Ефіопії.